# Колісно-гусеничний рушій

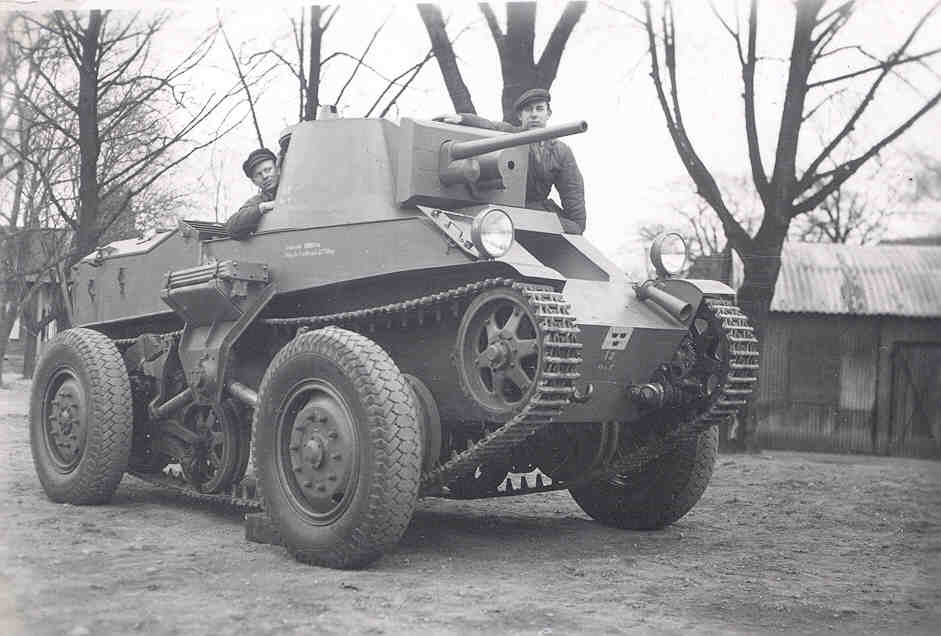
Шведський Stridsvagn fm/31

Колісно-гусеничний рушій — технологія, що передбачає почергове використання машиною гусениць для просування бездоріжжям та коліс для швидкої їзди дорогами. Використовувався на експериментальних тракторах та танках Міжвоєнного періоду багатьма країнами Європи, але значного поширення та подальшого розвитку не набув.
Також цим терміном іноді можуть позначати напівгусеничний рушій. Основною відмінністю є те, що напівгусенична техніка послуговується гусеницями та колесами одночасно.

## Історія
Перші гусеничні зразки техніки, особливо танки, мали дуже низьку швидкість ходу. 10 км/год могло бути достатньо для супроводу піхоти, але не для швидкого перекидання танків на інші напрямки. Тому в різних країнах були спроби створити танки, що могли б переходити на колісний хід для руху дорогами.

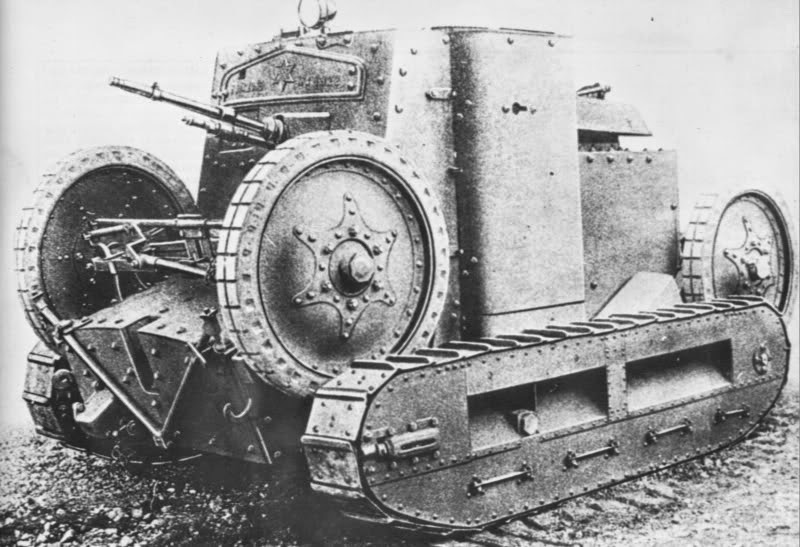
Saint-Chamond modèle 1921

Одним із перших колісно-гусеничних танків став 1920 року французький Saint-Chamond M-21. Він був оснащений чотирма колесами, для опускання-підйому яких слугував допоміжний двигун потужністю 2 к.с. На гусеницях танк розвивав 8 км/год, а на колесах до 32 км/год.
Йозеф Фолльмер, конструктор німецького танку A7V, після ПСВ почав вести мирне життя та розробив у 1922 власний трактор, а потім для поліпшення його мобільності створив версію з чотирма додатковими колесами, що могли опускатись. Проєктом зацікавилось Міністерство оборони Чехословаччини. Зрештою це призвело до появи сімейства машин Kolohousenka, спочатку артилерійських тракторів, а зрештою і танків на їх базі. Експерименти з колісно-гусеничною технікою тривали там до середини 1930-х років; був навіть план створення важкого танку прориву, але зрештою проєкт закрили.
В 1926 році було представлено автомобіль виробництва Wolseley-Vickers, в якого колеса та гусениці могли опускатись та підійматися відповідно до ситуації. Було створено також його броньований аналог.
В 1928 шведські конструктори створили Räder-Raupen-Kampfwagen M28, а згодом Stridsvagn fm/31, який міг змінювати рушії за 20 секунд, причому він міг це робити й на ходу. Примітно, що цей проєкт замовила Швеції Німеччина, і він став одним із перших німецьких танкових проєктів після ПСВ.
Найбільш успішними колісно-гусеничними танками стали танки з підвіскою Крісті. В 1928 році Джон Волтер Крісті випустив свій перший танк, а згодом модель M1931, яка досягала швидкості 64 км/год на колісному ходу по дорозі. В американській армії підвіска не прижилась, в англійських танках (Cruiser III та його наступники) був лише гусеничний хід, тому єдиними повними послідовниками Крісті стали польський експериментальний 10TP та радянські танки. В СРСР масово виготовлялись колісно-гусеничні танки БТ-2, БТ-5, БТ-7. А-20, прототип Т-34, також був таким, але від подібного рушія зрештою відмовились.
Зрештою, еволюція двигунів, гусениць та трансмісій призвела до того, що швидкість танків стала цілком прийнятною й без коліс, а також зросла й маса танків. Колісно-гусеничний рушій, крім очевидних переваг, робив техніку невиправдано складною та ненадійною, тож до Другої світової війни цікавість до цієї технології впала.

## Приклади

### З висувними колесами

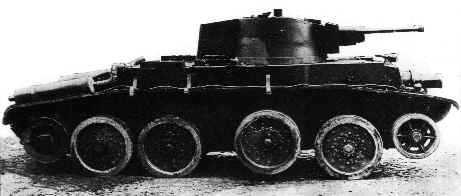
Польський 10TP

- Польський 10TPKolohousenka (1923) — сімейство чехословацьких тягачів та танків.
- Wolseley-Vickers model 1926 — цивільне авто з висувними колесами та гусеницями[7].
- Experimental Wheel and Track Medium Mark I (1926) — спроба поставити колеса на британський Medium Mark I.
- Sd.Kfz. 254 (1934) — німецький бронетранспортер, єдина серійна машина такої конструкції.
- ADMK Mulus (1935) — австрійська танкетка, що мала знімні колеса та могла використовуватись як колісна, гусенична або напівгусенична.[10]
- Schofield[en] (1940) — новозеландський танк.

- Об'єкт 911 (1964) — експериментальна радянська БМП.

### З приводом на опорні котки
- M1928, Christie M1931[en] (1928, 1931) — танки Джона Волтера Крісті.

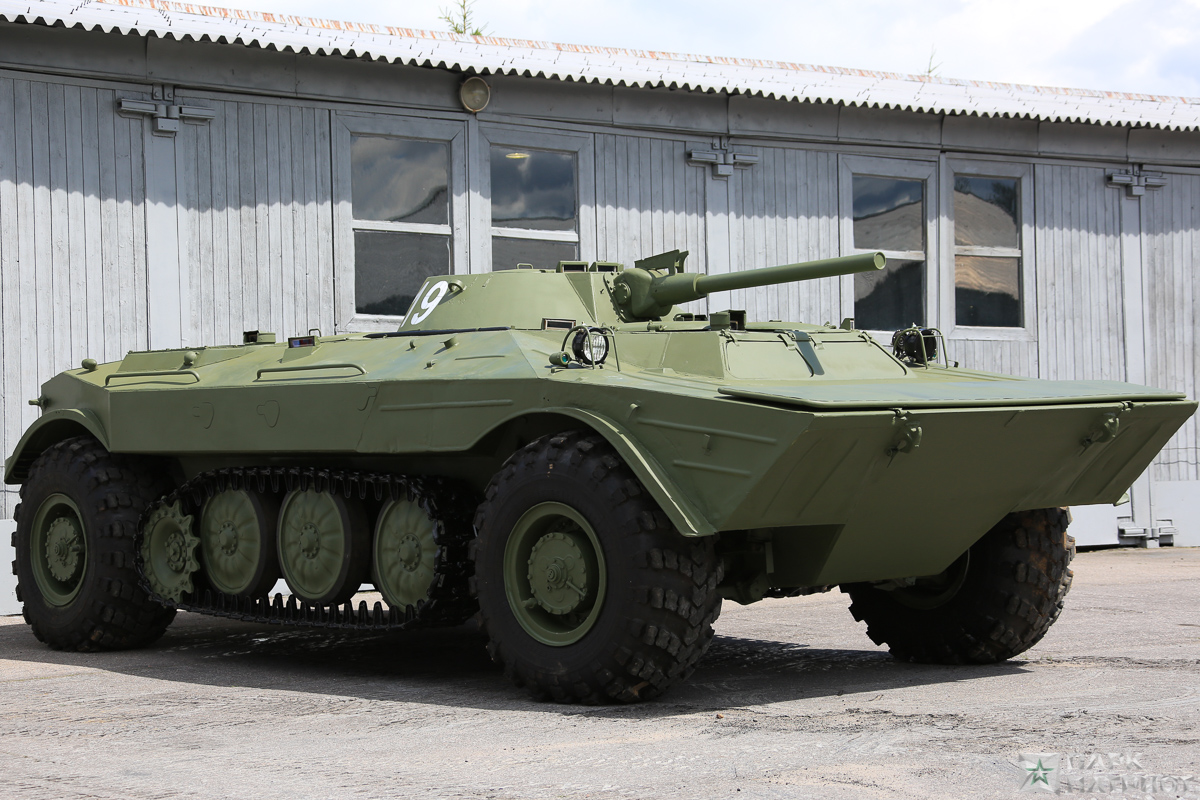
Об'єкт 19

- Об'єкт 19БТ-2, БТ-5, БТ-7, А-20 (1931, 1932, 1935, 1938) — радянські легкі танки, послідовники танків Крісті.
- МАС-1 (1937) — сумнівний радянський проєкт летючого танка.
- T7 Combat Car (1937) — американський дослідний танк.
- 10TP (1938) — експериментальний польський танк, послідовник танків Крісті.

### З висувними гусеницями
Ця техніка може одночасно користуватись гусеницями та колесами, тобто, є напівгусеничною. Але при цьому демонструє концепцію, подібну до колісно-гусеничної.
- Wolseley-Vickers model 1926 — цивільне авто з висувними колесами та гусеницями[7].
- Linn Model C5 Catruck (1940) — американська вантажівка.
- Об'єкт 19 (1965) — експериментальна радянська БМП.